# Direkt till video
Direkt till video innebär att en film släpps till allmänheten via hemvideo, utan att först ha visats på bio eller TV. Många av filmerna är uppföljare som inte förväntas ha samma framgångar på bio, eller anses ha för kontroversiell handling. Många tecknade filmer har lanserats på detta vis, bland annat flera Disneyfilmers uppföljare sedan 1994, och även filmer av Universal Studios från samma år och framåt med filmerna Landet för längesedan. Andra exempel på direkt till video-filmer är Ett päron till farsa i Las Vegas, American Psycho 2 och Scanner Cop. Även spin-off-avsnitt av icke-tecknade TV-serier har släppts. Historiskt har lanseringen ofta syftat på VHS, och med senare tiders DVD-lanseringar talar man ibland även om direkt till DVD. Dock behöver video inte enbart innebära VHS, det kan lika gärna vara DVD.

### Fotnoter
1. ↑  Jeanette Gentele (14 maj 2003). ”De bestämmer vad vi får se på bio”. Svenska dagbladet. http://www.svd.se/de-bestammer-vad-vi-far-se-pa-bio. Läst 21 augusti 2016.
2. ↑  Max J. Alvarez (30 december 1994). ”Big Names Look For Bright Lights in Videoland” (på engelska). Chicago Tribune. Arkiverad från originalet den 11 maj 2011. https://web.archive.org/web/20110511153153/http://articles.chicagotribune.com/1994-12-30/entertainment/9412300287_1_direct-to-video-video-store-r-rated. Läst 5 juli 2015.